# Hatem Boulabiar
Hatem Boulabiar (arabe : حاتم بولبيار), né le 6 janvier 1971 à Tunis, est un homme politique tunisien.

## Biographie

### Études
Il obtient un diplôme de troisième cycle en physique des nanostructures et applications, un autre en télécommunications de l'université de Versailles-Saint-Quentin-en-Yvelines et un master en management des affaires,.

### Carrière professionnelle
Il travaille dans plusieurs compagnies étrangères, notamment comme consultant au sein du Safar Group puis comme expert radio à Bouygues Telecom en France et directeur technique à Siemens au Maroc,.
En 2001, il occupe le poste de directeur général du groupe de sociétés Global Expertise Telecom Wireless actif en Tunisie, en Algérie, au Maroc, en Libye et dans plusieurs pays de l'Afrique de l'Ouest,.

### Carrière politique
Il rejoint le mouvement Ennahdha après la révolution de 2011 et devient membre de son conseil de la Choura et responsable de l'unité « sondage d'opinion »,.
Le 25 juillet 2019, il démissionne du parti et crée le mouvement Indépendants démocrates,, qui a récolté 1 297 voix (0,05 %) lors des élections législatives de 2019[réf. souhaitée].
Il dépose sa candidature le 9 août de la même année pour l'élection présidentielle, à l'issue de laquelle il est éliminé au premier tour avec 0,11 % des voix (3 704 voix). Sa candidature pour l'élection présidentielle a été entachée par une polémique concernant les parrainages des élus puisque l'un des parrains, le député Maher Medhioub, a déclaré qu'il va poursuivre Boulabiar en justice pour avoir falsifié sa signature de parrainage.

### Vie privée
Il est marié et père d'une fille,.